# 1409 az irodalomban
Az 1409. év az irodalomban.

## Halálozások
- 1409 – Wigand von Marburg poroszországi német krónikaíró (* 1365)